# Oplot
För den ukrainska stridsvagnen, se T-84
Oplot är en ort i regionen Plzeň i Tjeckien. Oplot ligger 411 meter över havet och antalet invånare är 335.